# 英雄は嘘がお好き
『英雄は嘘がお好き』（えいゆうはうそがおすき、Le Retour du héros）は2018年のフランス・ベルギーのロマンティック・コメディ映画。
監督はローラン・ティラール、出演はジャン・デュジャルダンとメラニー・ロランなど。
1809年のフランス・ブルゴーニュを舞台に、戦地から還らない婚約者を待つ健気な妹のために姉がついた嘘を利用して一儲けしようと企む婚約者の男が巻き起こすロマンスと騒動を描いている。

## キャスト
- シャルル＝グレゴワール・ヌヴィル大尉: ジャン・デュジャルダン
- エリザベット・ボーグラン: メラニー・ロラン
- ポリーヌ・ボーグラン: ノエミー・メルラン（フランス語版） - エリザベットの妹。ヌヴィルの婚約者。
- モルティエ＝デュプレシ将軍: フェオドール・アトキン（フランス語版）
- ボーグラン氏: クリスチャン・ビジュー（フランス語版） - エリザベットとポリーヌの父。
- ボーグラン夫人: エヴリーヌ・バイル（フランス語版） - エリザベットとポリーヌの母。
- ニコラ・ボンヴァレ: クリストフ・モンテネ（フランス語版） - 気弱な青年。後にポリーヌの夫に。
- ロワゾー氏: ジャン＝ミシェル・ラーミ（フランス語版） - ヌヴィルに投資した男。
- デュノワイエ氏: ローラン・バトー（フランス語版） - ヌヴィルを屋敷に住まわせた男。ヌヴィルに投資。

## 製作
ヒロインを演じたメラニー・ロランは本作で初めてコメディ映画に出演した。

## 作品の評価
アロシネによれば、24件のメディアによる評論のうち、ル・モンドとL'Obs、プレミアのみが5点満点中1点をつけているが、それ以外は全て3点以上をつけており、平均して3.4点となっている。
Rotten Tomatoesによれば、15件の評論のうち高評価は80%にあたる12件で、平均点は10点満点中6.5点となっている。